# Curculigo racemosa
Curculigo racemosa là một loài thực vật có hoa trong họ Hypoxidaceae. Loài này được Ridl. mô tả khoa học đầu tiên năm 1905.